# Condado de Sarasota
El condado de Sarasota es un condado ubicado en el estado de Florida. En el censo de los Estados Unidos de 2020, su población era de 54 842 habitantes. Su sede está en Sarasota.

## Historia
El Condado de Sarasota fue creado en 1921. Su nombre es una palabra de la lengua del pueblo amerindio Calusa, que probablemente quería decir lugar rocoso.

## Demografía
Según el censo de 2020, el condado cuenta con 54 842 habitantes, y en 2000 fueron 149 937 hogares y 94 460 familias residentes. La densidad de población es de 220 hab/km² (570 hab/mi²). Hay 182 467 unidades habitacionales con una densidad promedio de 123 u.a./km² (319 u.a./mi²). La composición racial de la población del condado es 92,65% Blanca, 4,18% Afroamericana o Negra, 0,22% Nativa americana, 0,77% Asiática, 0,03% De las islas del Pacífico, 1,14% de Otros orígenes y 1,02% de dos o más razas. El 4,34% de la población es de origen hispano o latino, cualquiera sea su raza de origen.
De los 149 937 hogares, en el 18,30% de ellos viven menores de edad, 52,70% están formados por parejas casadas que viven juntas, 7,70% son llevados por una mujer sin esposo presente y 37,00% no son familias. El 30,40% de todos los hogares están formados por una sola persona y 16,90% de ellos incluyen a una persona de más de 65 años. El promedio de habitantes por hogar es de 2,13 y el tamaño promedio de las familias es de 2,61 personas.
El 16,20% de la población del condado tiene menos de 18 años, el 5,00 % tiene entre 18 y 24 años, el 21,70 % tiene entre 25 y 44 años, el 25,60 % tiene entre 45 y 64 años y el 31,50 % tiene más de 65 años de edad. La edad media es de 50 años. Por cada 100 mujeres hay 90 hombres y por cada 100 mujeres de más de 18 años hay 87,30 hombres.
La renta media de un hogar del condado es de $41 957, y la renta media de una familia es de $50 111. Los hombres ganan en promedio $32 114 contra $25 721 para las mujeres. La renta per cápita en el condado es de $28 326. 7,80% de la población y 5,10% de las familias tienen rentas por debajo del nivel de pobreza. De la población total bajo el nivel de pobreza, el 12,70% son menores de 18 y el 4,50% son mayores de 65 años.

## Ciudades y pueblos

### Municipalidades
- Pueblo de Longboat Key
- Ciudad de North Port
- Ciudad de Sarasota
- Ciudad de Venice

### No incorporadas
- Bee Ridge
- Desoto Lakes
- Fruitville
- Gulf Gate Estates
- Kensington Park
- Lake Sarasota
- Laurel
- Nokomis
- North Sarasota
- Osprey
- Plantation
- Ridge Wood Heights
- Sarasota Springs
- Siesta Key
- South Gate Ridge
- South Sarasota
- South Venice
- Southgate
- The Meadows
- Vamo
- Venice Gardens
- Warm Mineral Springs